# Franjevački samostan i crkva sv. Ivana Krstitelja u Konjicu
Franjevački samostan i crkva sv. Ivana Krstitelja u Konjicu jesu rimokatolički samostan i crkva koji pripadaju franjevcima. Posvećeni su sv. Ivanu Krstitelju.

## Zemljopisni položaj
Nalazi se nedaleko od ušća Trešanice u Neretvu, gdje Neretva čini "koljeno". Kompleks objekata je u središtu Konjica u Omladinskoj 1, podno brda Vrtaljice. Mjesto gdje su sagrađeni blizu mjesta gdje su prije postojali samostan i crkva, podignuti sredinom 14. stoljeća.

## Povijest
Samostansko područje Konjica pripadalo je franjevačkoj provinciji Bosni Srebrenoj. Nakon podjele franjevačke provincije na Bosnu Hrvatsku i Bosnu Srebrenu 1514. godine, konjički je samostan pripao Bosni Srebrenoj.
U 14. stoljeću ovdje je bio stari samostan, koji je srušen. Današnju župu osnovao je apostolski vikar fra Rafo Barišić pri pohođenju konjičkog kraja 1838. godine.
Današnji objekti imaju sljedeću povijest. Crkva je građena u više etapa. Samu zgradu gradilo se od 1895. do 1897. godine. 1909. je godine završen interijer. Dogradnja zvonika bila je 1919. godine. Od 1939. godine građena je zgrada koja je poslije proglašena samostanom. Gradnja je dovršena 1940. godine. Samostanom je proglašena tek 1970. godine.
Dosta je oštećena u drugome svjetskom ratu. Poslije je obnavljana u više navrata. Godine 1969. podignuta su tri pomoćna objekta - vjeronaučne dvorane. 

### Rat u BiH
Crkva i samostan znatno su oštećena u srpskim i bošnjačkim napadima. U svibnju 1992., samostan je prvi put granatiran sa srpskih položaja, uz upotrebu zapaljivog streljiva, pri čemu je došlo do požara i uništen je krov samostana. Prvi od niza napada Armije BiH na kompleks bilo je granatiranje 15. travnja 1993. godine.

### Obnova nakon rata
Crkva je obnovljena poslije 1995. godine.
Danas su franjevački samostan i crkva u Konjicu pod nadležnošću Hercegovačke franjevačke provincije BDM.

## Arhitektura
Kompleks objekata čine samostanska crkva sv. Ivana Krstitelja, samostanska zgrada, tri pomoćna objekta i pokretna baština. Pomoćni objekti su vjeronaučne prostorije - dvorane.
Crkvu je projektirao Josip Vancaš u historicističkom stilu uz osobine neoromanike, jedan od najvažnijih arhitekata svog doba u BiH. Izvedba gradnje nije bila prema tom projektu. U usporedbi s ostalim projektima koje je Vancaš nacrtao, konjička katolička crkva relativno je skromnih dimenzija. Usprkos tome je najvrjednija građevina iz vremena Austro-Ugarske podignuta u Konjicu. Vrijedna je materijalno, estetski i po činjenici da je djelo ovog uglednog arhitekta.
Samostan je jednostavna građevina. Krov je na četiri vode. Pokrov je biber-crijep.
Pomoćni objekti su vjeronaučne prostorije. To su tri velike dvorane. Sagrađene su kao zasebni arhitektonski element. Naslonjen je na zgradu crkve.
Sve građevine i urbanistički vizualno zaokružuju cjelinu. S triju strana tvore zatvoreno središnje dvorište.
U okviru cjeline djeluje samostanski muzej, tj. Galerija samostana. Izlošci su zbirka slika, skulptura, knjiga, misnoga posuđa i ruha i etnološka zbirka. Zbirka je grupirana u galeriju slika i skulptura, etnološku zbirku i riznicu. Vrijedni je izložak portret sv. Paškala Bojlonskog s kraja 16./početka 17. stoljeća, zatim djelo Ivana Tišova Polaganje Krista u grob i pozlaćeni kalež sa zapisom majstora Josipa Vasiljevića iz 1758. godine.

## Zaštita
Povjerenstvo za očuvanje nacionalnih spomenika BiH ovu je građevinsku cjelinu proglasila nacionalnim spomenikom Bosne i Hercegovine svibnja 2006. godine.